# Cédric Berthelin
Cédric Berthelin (Courrières, 25 december 1976) is een voormalige Franse doelman. Hij is keeperstrainer van de Franse eersteklasser RC Lens.

## Carrière
Berthelin doorliep de jeugdreeksen van het Franse RC Lens. In 2004/05 werd hij aangetrokken door RAEC Mons, dat zich moest versterken voor een degradatiestrijd in de Belgische hoogste afdeling. De club zakte toch naar de Tweede Klasse, maar Berthelin bleef de rood-witte kleuren trouw.  
Een seizoen later promoveerde Bergen opnieuw naar de Jupiler Pro League. Berthelin ontpopte er zich tot een betrouwbaar sluitstuk en werd aanvoerder van de ploeg. In 2007/08 trokken de Henegouwers echter Fréderic Herpoel aan, waardoor Berthelin op de bank belandde. Na de winterstop verliet hij de Waalse club voor FCV Dender. Via een omzwerving bij Excelsior Moeskroen (dat in december '09 failliet ging) belandde hij opnieuw bij Bergen. 
In 2013 liep zijn contract er af, en werd hij door neo-eersteklasser KV Oostende aangetrokken als keeperstrainer en doelman. Hoewel hij aanvankelijk als reservedoelman werd beschouwd, na Mulopo Kudimbana en Jérémy Dumesnil, stond hij tussen de zevende en de zestiende speeldag van de competitie toch in de basiself. Eind december 2013 kondigde Berthelin echter zelf aan zijn keepershandschoenen definitief op te bergen, en zich voluit te concentreren op zijn carrière als keeperstrainer bij KV Oostende. Later vervulde hij die taak ook bij KV Kortrijk en Sporting Charleroi. In januari 2025 trok Berthelin na meer dan twintig jaar de deur in België achter zich dicht om keeperstrainer te worden bij zijn ex-club RC Lens.

## Clubstatistieken
| Seizoen | Club                | Land      | Competitie                   | Duels | Goals |
| ------- | ------------------- | --------- | ---------------------------- | ----- | ----- |
| 2000-01 | RC Lens             | Frankrijk | Ligue 1                      | 0     | 0     |
| 2001-02 | → ASOA Valence      | Frankrijk | Ligue 2                      | 7     | 0     |
| 2002-03 | → Luton Town FC     | Engeland  | Football League Two          | 9     | 0     |
| 2003-04 | Crystal Palace FC   | Engeland  | Football League Championship | 17    | 0     |
| 2004-05 | RAEC Mons           | België    | Jupiler League               | 14    | 0     |
| 2005-06 | RAEC Mons           | België    | Tweede Klasse                | 33    | 0     |
| 2006-07 | RAEC Mons           | België    | Jupiler Pro League           | 32    | 0     |
| 2007-08 | RAEC Mons           | België    | Jupiler Pro League           | 11    | 0     |
| 2007-08 | FCV Dender EH       | België    | Jupiler Pro League           | 14    | 0     |
| 2008-09 | FCV Dender EH       | België    | Jupiler Pro League           | 27    | 0     |
| 2009-10 | Excelsior Moeskroen | België    | Jupiler Pro League           | 14    | 0     |
| 2010-11 | RAEC Mons           | België    | Tweede Klasse                | 33    | 0     |
| 2011-12 | RAEC Mons           | België    | Jupiler Pro League           | 16    | 0     |
| 2012-13 | RAEC Mons           | België    | Jupiler Pro League           | 14    | 0     |
| 2013-14 | KV Oostende         | België    | Jupiler Pro League           | 10    | 0     |
| Totaal  | Totaal              | Totaal    | Totaal                       | 251   | 0     |